# Chamaecrista kleinii
Chamaecrista kleinii là một loài thực vật có hoa trong họ Đậu. Loài này được (Wight & Arn.) V.Singh miêu tả khoa học đầu tiên.